# Jules Zeller

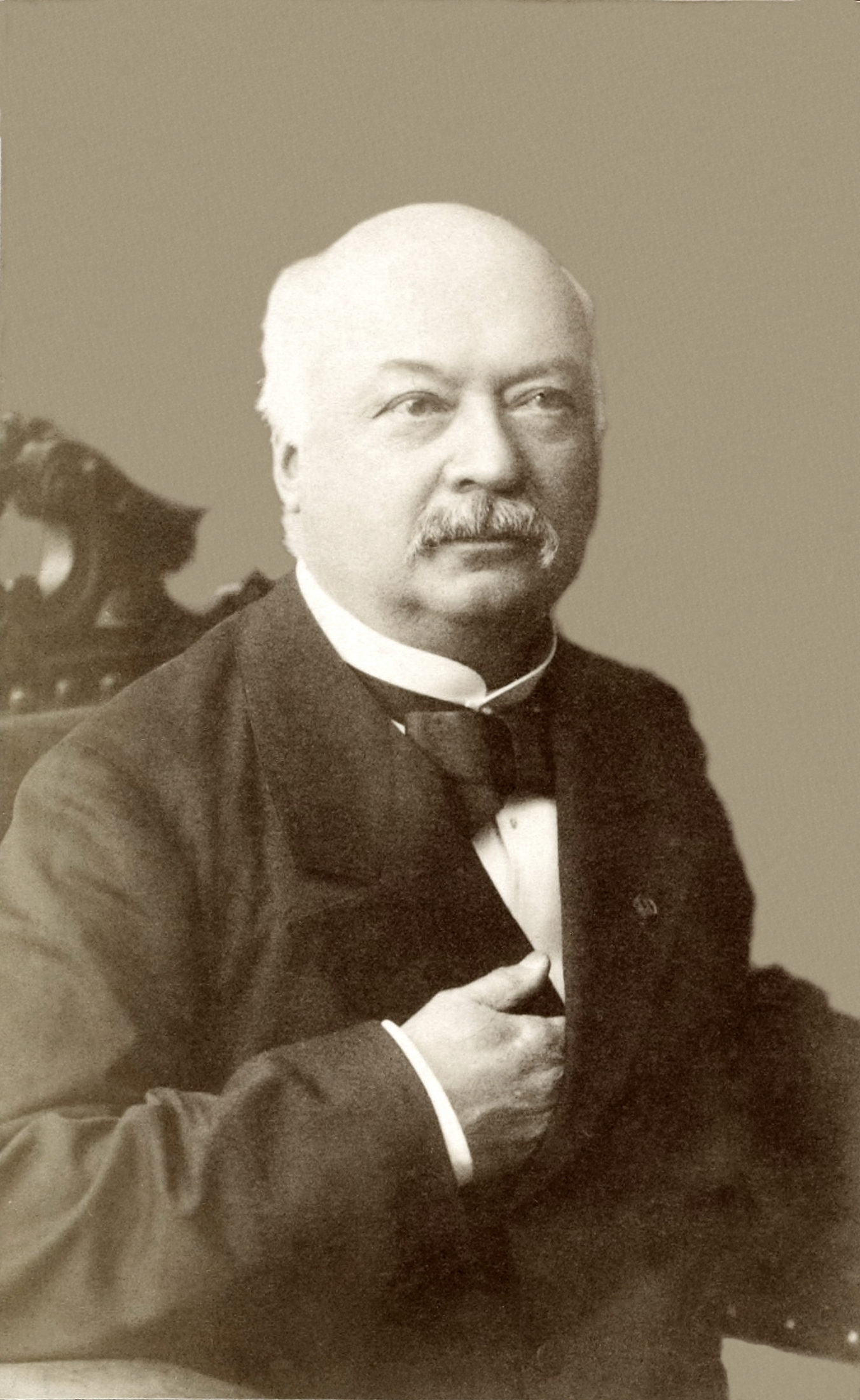
Jules Zeller

Jules Sylvain Zeller (* 23. April 1820 in Paris; † 25. Juli 1900 ebenda) war ein französischer Historiker.

## Leben
Nach der Agrégation als Historiker 1844 war er Professor am Lyceum in Bordeaux, ab 1845 in Rennes und ab 1850 in Straßburg und ab 1854 Professor an der Fakultät in Aix. 1849 wurde er promoviert. Ab 1858 lehrte er als Professor an der Sorbonne und lehrte als Professor an der École normale supérieure de Paris, war ab 1863 als Nachfolger von Victor Duruy als Professor an der École polytechnique und wurde 1876 Generalinspektor für das höhere Bildungswesen, was er bis 1888 blieb.
Er befasste sich insbesondere mit italienischer und deutscher Geschichte. Von ihm stammen Biographien von Ulrich von Hutten, Ludwig XI., Franz I. und Heinrich IV.
Er war Rektor der Akademie in Straßburg.
1874 wurde er Mitglied der Académie des sciences morales et politiques als Nachfolger von Jules Michelet. 1886 wurde er Präsident des Institut de France.
Er war der Vater des Historikers Berthold Zeller (1848–1899) und Schwiegervater von Achille Luchaire.

## Schriften
- Ulrich de Hutten, sa vie, ses œuvres, son époque. Histoire du temps de la Réforme (1849)
- Histoire de l’Italie depuis l’invasion des barbares jusqu'à nos jours (1853), archive.org
- Épisodes de l’histoire d’Italie. Les Vêpres siciliennes, Nicolas Rienzi, la prise de Rome par le connétable de Bourbon, Masaniello et le duc de Guise (1856), archive.org
- Les Empereurs romains, caractères et portraits historiques (1862), archive.org
- Abrégé de l’histoire d’Italie depuis la chute de l’Empire romain jusqu'en 1864 (1865)
- Entretiens sur l’histoire, Antiquité et Moyen âge, 2 Bände (1865), archive.org (Band Moyen age, 2. Auflage 1873)
- Entretiens sur l’histoire du XVIe siècle. Italie et Renaissance (1868)
- Histoire d’Allemagne, 7 Bände, 1872 bis 1891, archive.org (Band 1, Origines de l’Allemagne), archive.org (Band 4, Sous les Hohenstauffen)
- Les Tribuns et les révolutions en Italie: Jean de Procida, Arnaud de Brescia, Nicolas Rienzi, Michel Lando, Masaniello (1874), archive.org
- Pie IX et Victor-Emmanuel, histoire contemporaine de l’Italie, 1846–1878 (1879)
- François Ier (1882)
- Henri IV (1882)
- Italie et Renaissance: politique, lettres, arts (1882–1883)
- Louis XI (1884)
- Histoire résumée d’Italie, depuis la chute de l’Empire romain jusqu’à la fondation du royaume italien, à la mort de Pie IX et de Victor-Emmanuel II (1886)
- Histoire résumée de l’Allemagne et de l’Empire germanique, leurs institutions au Moyen âge (1889)